# オリバー・サックス

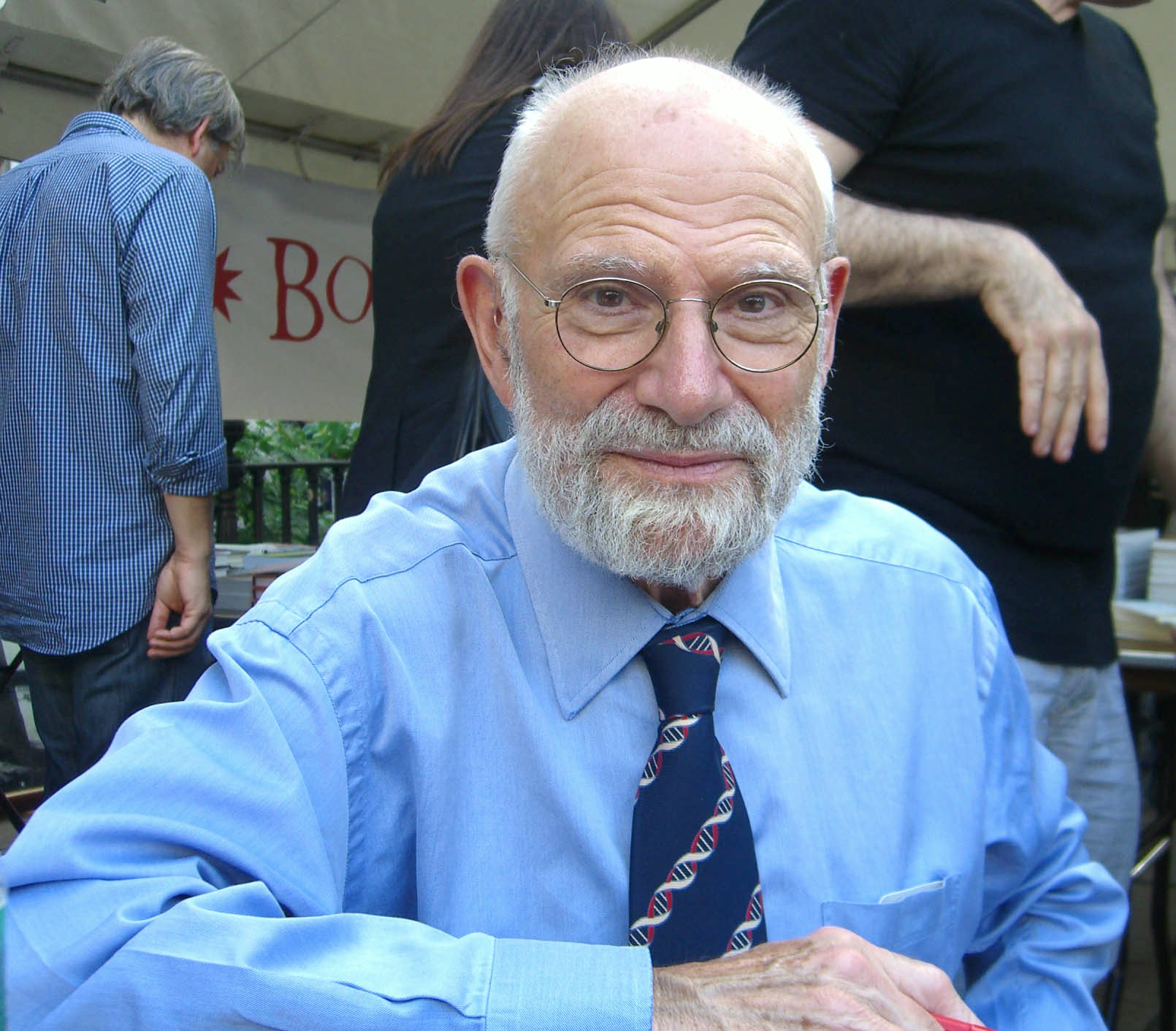
オリバー・サックス（2009年 ブルックリン・ブック・フェスティバルにて）

オリバー・サックス （Oliver Sacks、1933年7月9日 - 2015年8月30日）は、イギリスの神経学者。2007年7月よりコロンビア大学医科大学院教授。自身の扱った患者について記した一般啓蒙書を多く記している。サックスはこれら著作について、19世紀の医学秘話（文芸的筆致の非公式な傷病録）的な性質のものであると考えている。サックスが好んで挙げる例としてアレクサンドル・ルリヤの『偉大な記憶力の物語』がある。

## 概要
サックスは1933年にロンドンで生まれ、総合診療医の父と外科医の母に育てられた。彼が好きだったのは、飛行機とオートバイ。特にオートバイだった。1958年にオックスフォード大学クイーンズ・カレッジで医学の学位を取得し、まずミドルセックス病院で働く。カナダに行って、カナダ空軍に志願するも、3ヶ月ほどカナダを旅行して頭を冷やしてはと提案され、カナダ横断旅行を決行。カナディアン・ロッキーの山の中で知り合った教授と大元帥から、こんなところで何をやっているんだ、やることがあるはずと叱責されて、マウント・ザイナイ病院でインターンのやり直しをする。この過程で、キャロル・バーネットと知り合う。1962年にカリフォルニア大学ロサンゼルス校で神経医学の研修医となった。サックスは1965年以来ニューヨークに居住している。1966年からニューヨークのブロンクスにあるベス・アブラハム病院の顧問神経科医をつとめた。アルバート・アインシュタイン医科大学の神経科臨床医学の教授であり、ニューヨーク大学医学部の非常勤の教授でもあった。また、サックスは貧民救済修道女会の顧問神経学者でもあった。ニューヨーク市内で開業している。2007年から2012年までコロンビア大学メディカルセンターの教授だった。
2008年大英帝国勲章(CBE)を受賞した。
著作にはサックスの担当した患者について、その詳細までが記されており、特に患者の体験に主眼が置かれている。そのうち一例では、サックス自身の例を挙げている。多くの場合、患者は完治することはないが、その代わりに自身の状況に新たな手段で対応している。
1916年から1927年にかけて世界中で流行した嗜眠性脳炎による意識障害者を、実験用医薬品であったレボドパ(L-ドーパ)を使って覚醒させることに成功した。
これは後にハロルド・ピンターにより 「いわばアラスカ(A Kind of Alaska)」（1982年）になった。
『レナードの朝』（同名の映画の原著、映画は実話である原著に基づく創作）では、1920年代生まれの嗜眠性障害の患者にL-ドーパを投与した経験について書かれていた。これは、イギリスで制作されたテレビ番組「ディスカバリー」の題材にもなっている。
「妻を帽子とまちがえた男」（1985年）でサックスはトゥレット障害、自閉症、アルツハイマーなどと闘う人々を描いた。（これは1986年にマイケル・ナイマンによってオペラ化された）
「火星の人類学者」（1995年）は、高機能自閉症と診断された学者のテンプル・グランディンについて語っていた。全米大ベストセラーになった。
著書は全米大ベストセラーになり、日本語を含む21か国語に翻訳されている。
サックスはまた，シダ植物の愛好家としても知られている。
サックスは視覚障害者であり、片目が失明しているという。この為、幾何学模様の幻覚が見えると話している（オリバー・サックス 「幻覚が解き明かす人間のマインド」）。
2006年12月、右目に黒色腫(メラノーマ)を発見。治療の結果、右目は失われた。2015年8月30日にがんのため死去した。82歳没。

## 著書
- 『サックス博士の片頭痛大全』（Migraine 1970年、ISBN 4-15-050243-9）
- 『レナードの朝』（Awakenings 1973年、ISBN 4-15-050237-4）
- 『左足をとりもどすまで』（A leg to stand on 1984年、ISBN 4-79-492522-0）
- 『妻を帽子とまちがえた男』（The Man Who Mistook His Wife for a Hat 1985年、ISBN 4-79-492522-0）
- 『手話の世界へ』（Seeing Voices 1989年、ISBN 4-79-492525-5）
- 『火星の人類学者』（An Anthropologist on Mars 1995年、ISBN 4-15-050251-X）
- 『色のない島へ』（The Island of the Colorblind 1996年、ISBN 4-15-050237-4）
- 『タングステンおじさん』（Uncle Tungsten: Memories of a Chemical Boyhood 2002年、ISBN 4-15-208517-7）
- 『オアハカ日誌 メキシコに広がるシダの楽園(ナショナルジオグラフィック・ディレクションズ)』（Oaxaca Journal 2002年、ISBN 4-15-208547-9）
- 『音楽嗜好症（ミュージコフィリア）』（Musicophilia: Tales of Music and the Brain 2007年、ISBN 4-15-209147-9）
- 『心の視力』(The Mind's Eye 2011年、ISBN 978-4-15-209255-7）
- 『見てしまう人びと 幻覚の脳科学』（Hallucinations 2014年、ISBN 978-4-15-209496-4)
- 『道程　オリバー・サックス自伝』早川書房(On the Move: A Life　2015年　ISBN 978-4-15-209589-3)

## テレビ番組
- ETV特集 神経科医 オリバー・サックス (1) めざめ
  - 放送日：1993年11月24日、内容：『レナードの朝』について
- ETV特集 神経科医 オリバー・サックス (2) 出会い
  - 放送日：1993年11月25日、内容：『妻を帽子とまちがえた男』に登場した四人の患者について